# Putos modernos
Putos modernos es una futura serie española de televisión por internet de comedia antología escrita por Joan Alvares y José Gasset y dirigida por Gasset para Filmin. La serie está producida por el colectivo creativo PutosModernos y la productora TheCreative. Está prevista para estrenarse en Filmin el 21 de abril de 2023.

## Trama
Putos modernos retrata, a modo de pequeños retales de la vida posmoderna, escenas de cotidianidad “sin filtros ni autotune”, buscando la incomodidad del espectador en la observación de la propia condición humana y sobredimensionando los pequeños grandes problemas del Primer Mundo.

## Reparto

### Capítulo 1
- María Molins
- Inés Hernand
- Jordi Vilches

### Capítulo 2
- Roger Coma
- Ahikar Azcona
- Santi Millán

### Capítulo 3
- Raquel Córcoles
- Carlos Carrero
- Luis Heras

### Capítulo 4
- Teresa Riott
- Octavi Pujades

## Capítulos
| N.º | Título    | Dirigido por | Escrito por                | Fecha de lanzamiento original |
| --- | --------- | ------------ | -------------------------- | ----------------------------- |
| 1   | «Sulfate» | José Gasset  | Joan Alvares y José Gasset | 04 de mayo de 2023            |
| 2   | «Wilson»  | José Gasset  | Joan Alvares y José Gasset | 04 de mayo de 2023            |
| 3   | «Fallas»  | José Gasset  | Joan Alvares y José Gasset | 04 de mayo de 2023            |
| 4   | «Japos»   | José Gasset  | Joan Alvares y José Gasset | 04 de mayo de 2023            |

## Producción
El 3 de abril de 2023, el colectivo creativos PutosModernos anunció en Instagram el rodaje de una serie basada en su cuenta para Filmin, con actores de series La casa de papel, Valeria y Entrevías formando parte del reparto. Está formada por cuatro capítulos de tres minutos. La productora y agencia creativa TheCreative también aportó servicios de producción para la serie.

## Lanzamiento y marketing
El 26 de abril de 2023, se anunció que la serie, titulada simplemente Putos modernos, se estrenaría en Filmin el 4 de mayo de 2023.